# Despatx Gorina
El Despatx Gorina és una obra racionalista de Sabadell (Vallès Occidental) protegida com a Bé Cultural d'Interès Local.

## Descripció
Despatx format per planta baixa, pis i àtic. Està situat dins la mateixa unitat parcel·lària que la Torre Gorina. Té una façana que dona a la Rambla i dues al pati.

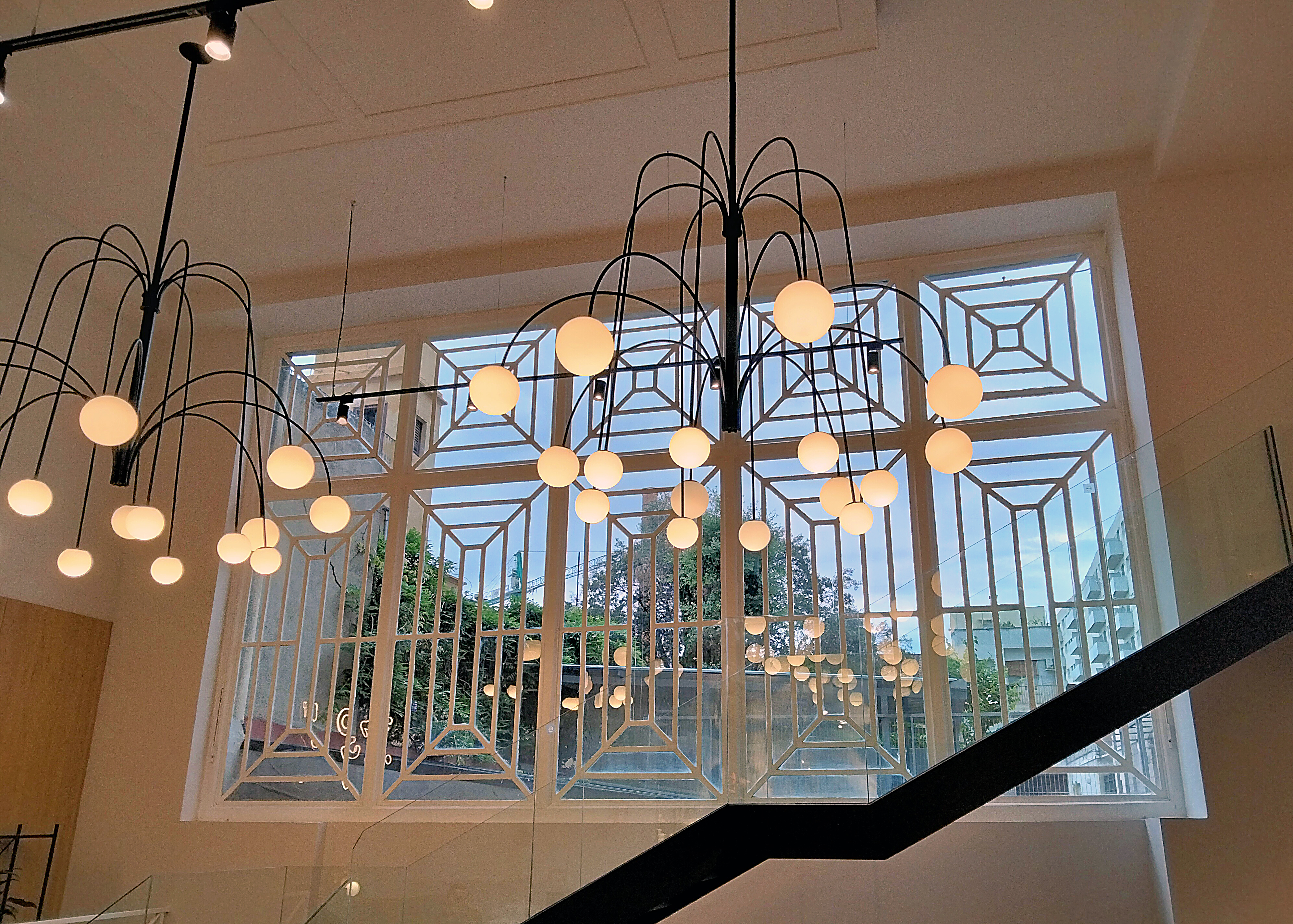
Finestral que dona al pati

És un edifici cúbic, de gust racionalista, amb finestres apaïsades, barana de tub i coberta plana. La façana és de composició simètrica i està estucada de color negre a la planta baixa i gris a la resta.